# Xenasteia shalam
Xenasteia shalam är en tvåvingeart som beskrevs av Amnon Freidberg 1994. Xenasteia shalam ingår i släktet Xenasteia och familjen Xenasteiidae.
Artens utbredningsområde är Israel. Inga underarter finns listade i Catalogue of Life.